# HMS H27
Pour les articles homonymes, voir H27.
Le HMS H27 est un sous-marin britannique de classe H construit de 1917 à 1918 par Vickers Limited à Barrow-in-Furness, dans le cadre du groupe 3. Sa quille est posée le 20 mars 1917, il est lancé le 25 septembre 1918 et mis en service dans la Royal Navy le 2 janvier 1919.
Le HMS H27 faisait partie du 3e groupe de navires de classe H avec une conception améliorée. Après l’internement de certains des navires construits aux États-Unis pour le compte des Britanniques, il a été décidé de rapatrier la production au Royaume-Uni. Du début de 1917 à la fin de 1920, 23 navires de cette classe furent construits par Vickers, Cammell Laird, Armstrong Whitworth, William Beardmore et HM Dockyard.
Le 30 août 1935, le H27 est vendu à John Cashmore Ltd de Newport.

## Conception
Le H27 est un sous-marin de type Holland 602, mais il a été conçu pour répondre aux spécifications de la Royal Navy. Comme tous les sous-marins britanniques de classe H postérieurs au HMS H20, le H27 avait un déplacement de 440 tonnes en surface, et de 500 t en immersion. Il avait une longueur de 52 m, un maître-bau de 4,67 m, et un tirant d'eau de 3,81 m.
Il était propulsé par un moteur Diesel d’une puissance de 480 ch (360 kW) et par deux moteurs électriques fournissant chacun une puissance de 320 ch (240 kW). Le sous-marin avait une vitesse maximale en surface de 13 nœuds (24 km/h). En utilisant ses moteurs électriques, le sous-marin pouvait naviguer en immersion à 11 nœuds (20 km/h). Il transportait normalement 18,1 tonnes de carburant, mais il avait une capacité maximale de 20 tonnes. Les sous-marins britanniques de classe H post-H20 avaient un rayon d'action de 2 985 milles marins (5 528 km) à la vitesse de 7,5 nœuds (13,9 km/h) en surface,.
Le H27 était armé d’un canon antiaérien et de quatre tubes lance-torpilles de 21 pouces (533 mm) montés dans la proue. Il emportait huit torpilles. Son effectif était de vingt-deux membres d’équipage.